# Линия 9 (Парижское метро)
Линия 9 (фр. Ligne 9) — одна из 16 линий Парижского метро. Проходит с запада на восток Парижа. Является 4-й по загруженности линией городской подземки.
Имеет пересадку почти на все остальные линии Парижского метро. На схемах обозначается светлым оттенком оливкового цвета и числом 9.

## Хронология
- 8 ноября 1922: Трокадеро — Экзельман
- 27 мая 1923: Трокадеро — Сент-Огюстен
- 3 июня 1923: Сент-Огюстен — Шоссе д'Антен — Лафайет
- 29 сентября 1923: Экзельман — Порт-де-Сен-Клу
- 30 июня 1928: Шоссе д'Антен — Лафайет — Ришельё — Друо
- 10 декабря 1933: Ришельё — Друо — Порт-де-Монтрёй
- 3 февраля 1934: Порт-де-Сен-Клу — Пон-де-Севр
- 14 октября 1937: Порт-де-Монтрёй — Мэри-де-Монтрёй
- 2 сентября 1939: Закрытие станции "Сен-Мартен"
- 21 октября 2013: Начало замены подвижного состава с MF 67 на MF 01

## Проекты развития
К 2025 году планируется продление линии на две станции вглубь Монтрёя, на станции «Монтрёй — Опиталь» планируется сооружение пересадочного узла на линию 11..